# Leo Varadkar
Leo Varadkar (* 18. ledna 1979 Dublin) je irský politik a lékař, v letech 2017 až 2020 a opět v letech 2022 až 2024 taoiseach – předseda vlády Irska. Mezi roky 2020 a 2022 byl tánaistem – místopředsedou vlády. V červnu 2017 se stal vůdcem strany Fine Gael, když po odchodu nahradil Endu Kennyho.
Dne 14. června byl Irským shromážděním nominován jako taoiseach a jeho kandidatura byla potvrzena irským prezidentem. Od roku 2007 byl poslancem za volební obvod západní Dublin. Vystřídal pozice ministra dopravy, turistiky a sportu (2011–2014), ministra zdravotnictví (2014–2016), sociálního zabezpečení (2016–2017), obrany (2017–2020) a podnikání, obchodu a zaměstnanosti (2020–2022). Během referenda o stejnopohlavních manželstvích v roce 2015 se otevřeně přihlásil ke své homosexuální orientaci. Po svém zvolení taoiseachem se stal nejmladší osobou, první osobou indického původu a prvním gayem vykonávající tento úřad v historii země. V březnu 2024 uvedl, že na funkci irského premiéra rezignuje. O měsíc později jej ve funkci nahradil Simon Harris.
Varadkar se narodil v Dublinu a vystudoval místní Trinity College. Několik let strávil jako medik, poté byl v roce 2010 atestován jako všeobecný lékař. V roce 2004 byl kooptován do rady hrabství Fingal a sloužil jako zástupce starosty před svým zvolením do Dáil Éireann.
V souvislosti s pandemií covidu-19 začal vedle své premiérské pozice omezeně působit jeden den v týdnu jako lékař.